# Witte schaduwspanner
De witte schaduwspanner (Lomographa temerata) is een nachtvlinder uit de familie Geometridae, de spanners. De spanwijdte bedraagt tussen de 22 en 29 millimeter.
Van de vlinder vliegt één generatie per jaar in mei en juni. De rupsen hebben als waardplanten onder andere de meidoorn en sleedoorn. Er wordt als pop overwinterd.
De witte schaduwspanner komt voor op alle zandgronden in Nederland en België. Het is een algemene vlinder in heel Europa.